# Карло Мухар
Карло Мухар (хорв. Karlo Muhar, нар. 17 січня 1996, Загреб) — хорватський футболіст, півзахисник болгарського клубу ЦСКА (Софія).

## Ігрова кар'єра
Народився 17 січня 1996 року в місті Загреб. Вихованець юнацьких команд футбольних клубів «Велика Млака», «Локомотива» та «Динамо» (Загреб).
З 2015 року виступав за дублюючу команду «Динамо» (Загреб), в якій провів три сезони, взявши участь у 76 матчах другого хорватського дивізіону. 28 квітня 2018 року він дебютував за першу команду «Динамо» в матчі проти «Рієки», який так і залишився його єдиним матчем у основній команді, оскільки незабаром Мухар перейшов у «Інтер» (Запрешич), де і провів наступний сезон 2018/19.
Своєю грою за останню команду привернув увагу представників тренерського штабу польського клубу «Лех», до складу якого приєднався 5 червня 2019 року за 400 000 євро, підписавши контракт на чотири року. Дебютував за команду з Познані 20 липня в грі проти чинного чемпіона «П'яста» (Глівіце) і у першому сезоні був основним гравцем, але в другому втратив місце в основі і з цієї причини 23 січня 2021 року він був відданий в оренду в турецький «Кайсеріспор» до кінця сезону. Після цього 30 серпня 2021 року він перейшов в оренду у ЦСКА (Софія) до кінця сезону з можливістю викупу. Станом на 30 вересня 2021 року відіграв за «армійців» з Софії 3 матчі в національному чемпіонаті.

## Статистика виступів

### Статистика клубних виступів
| Сезон                         | Команда                       | Чемпіонат                     | Чемпіонат | Чемпіонат | Національний кубок | Національний кубок | Національний кубок | Континентальні кубки | Континентальні кубки | Континентальні кубки | Інші змагання | Інші змагання | Інші змагання | Усього | Усього |
| Сезон                         | Команда                       | Ліга                          | Ігор      | Голів     | Ліга               | Ігор               | Голів              | Ліга                 | Ігор                 | Голів                | Ліга          | Ігор          | Голів         | Ігор   | Голів  |
| ----------------------------- | ----------------------------- | ----------------------------- | --------- | --------- | ------------------ | ------------------ | ------------------ | -------------------- | -------------------- | -------------------- | ------------- | ------------- | ------------- | ------ | ------ |
| 2015–16                       | «Динамо-2» (Загреб)           | 2. ХФЛ                        | 23        | 3         | -                  | -                  | -                  | -                    | -                    | -                    | -             | -             | -             | 23     | 3      |
| 2016–17                       | «Динамо-2» (Загреб)           | 2. ХФЛ                        | 25        | 1         | -                  | -                  | -                  | -                    | -                    | -                    | -             | -             | -             | 25     | 1      |
| 2017–18                       | «Динамо-2» (Загреб)           | 2. ХФЛ                        | 28        | 1         | -                  | -                  | -                  | -                    | -                    | -                    | -             | -             | -             | 28     | 1      |
| Усього за «Динамо-2» (Загреб) | Усього за «Динамо-2» (Загреб) | Усього за «Динамо-2» (Загреб) | 76        | 5         |                    | -                  | -                  |                      | -                    | -                    |               | -             | -             | 76     | 5      |
| кві. 2018                     | «Динамо» (Загреб)             | 1. ХФЛ                        | 1         | 0         | КХ                 | 0                  | 0                  | ЛЄ                   | -                    | -                    | СХ            | -             | -             | 1      | 0      |
| 2018–19                       | «Інтер» (Запрешич)            | 1. ХФЛ                        | 34        | 2         | КХ                 | 3                  | 1                  | -                    | -                    | -                    | -             | -             | -             | 37     | 3      |
| 2019–20]]                     | «Лех»                         | E                             | 29        | 1         | КП                 | 2                  | 0                  | -                    | -                    | -                    | -             | -             | -             | 21     | 1      |
| 2020-січ. 2021                | «Лех»                         | E                             | 6         | 0         | КП                 | 2                  | 0                  | ЛЄ                   | 5                    | 0                    | -             | -             | -             | 13     | 0      |
| січ.-трав. 2021               | «Кайсеріспор»                 | СЛ                            | 15        | 1         | КТ                 | 0                  | 0                  | -                    | -                    | -                    | -             | -             | -             | 15     | 1      |
| 2021–22                       | ЦСКА (Софія)                  | 1Л                            | 2         | 0         | КБ                 | 0                  | 0                  | ЛК                   | 1                    | 0                    | -             | -             | -             | 3      | 0      |
| Усього за кар'єру             | Усього за кар'єру             | Усього за кар'єру             | 153       | 9         |                    | 6                  | 1                  |                      | 6                    | 0                    |               | -             | -             | 166    | 10     |